# Tenàries
Les Tenàries (en grec antic: Ταινάρια) foren un festival de l'antiga Grècia que celebraven els lacedemonis al Cap Tènar en honor de Posidó, déu de la mar, que rebia l'epítet de Poseidó Tenari (Ταινάριος Ποσειδών). Existia un conjunt especial de sacerdots, els tenaristes (Ταιναρισταί), dedicats a la celebració d'aquesta festivitat.